# Begotten
Begotten är en dialoglös amerikansk skräckfilm från 1990 regisserad av E. Elias Merhige.

## Handling
Gud tar sitt liv för att det ur honom skall födas en kvinna. Kvinnan (kallad "moder Jord" i rollistan) föder sedan en son. Tittaren följer hans färd genom ett postapokalyptiskt landskap. Han släpas genom glesa skogar och över berg, och attackeras av ansiktslösa varelser som tycks vara de enda som bebor denna värld.

## Om filmen
Filmen spelades in i delstaten New York och hade världspremiär vid San Francisco International Film Festival den 30 april 1990.

## Rollista
- Brian Salzberg – Gud
- Donna Dempsey – moder Jord
- Stephen Charles Barry – Jordens son
- James Gandia
- Daniel Harkins
- Michael Phillips
- Erik Slavin
- Arthur Streeter
- Adolfo Vargas
- Garfield White

### Webbkällor
- Begotten på Internet Movie Database (engelska)